# Ico
Ico (jap. イコ Iko; wym. ˈiːkoʊ) – przygodowa gra akcji stworzona przez japońskie studio Team Ico i wydana przez Sony Computer Entertainment na konsolę PlayStation 2 w 2001 roku w Stanach Zjednoczonych i Japonii oraz w 2002 roku w Europie. Została zaprojektowana i wyreżyserowana przez Fumito Uedę, który chciał stworzyć minimalistyczną produkcję opartą na koncepcji „chłopak spotyka dziewczynę”. Produkowana była przez około cztery lata i pierwotnie miała ukazać się na konsolę PlayStation. Zespół produkcyjny zastosował „ubytkowe” podejście do projektowania, zmniejszając liczbę elementów rozgrywki, które ingerowałyby w świat gry i jej fabułę, w celu stworzenia wysokiego poziomu wczucia się gracza w rozgrywkę.
Protagonistą tytułu jest chłopiec o imieniu Ico, któremu wyrosły rogi na głowie. Mieszkańcy jego wioski uznali to za zły omen, przez co wojownicy zamknęli go w opuszczonej fortecy. Podczas podróży po twierdzy Ico spotyka Yordę, córkę królowej zamku. Władczyni chce wykorzystać jej ciało, by przedłużyć swoje życie. Gdy bohater się o tym dowiaduje, postanawia uciec z dziewczynką z twierdzy, chroniąc ją przed cienistymi potworami, które próbują ją porwać. W czasie rozgrywki kontrolujący chłopca gracz zwiedza zamek, rozwiązuje zagadki i pomaga Yordzie pokonywać przeszkody.
W Ico zastosowano kilka rozwiązań technicznych i projektowych, które wpłynęły na późniejsze produkcje; są to m.in. fabuła opowiedziana z minimalną liczbą dialogów, oświetlenie z tzw. efektem „bloom” i animacje z klatkami kluczowymi. Mimo braku sukcesu komercyjnego gra została dobrze przyjęta przez krytyków, którzy chwalili jej styl graficzny i fabułę, przyznano jej także wiele wyróżnień, takich jak nominacje do gry roku (Game of the Year) i trzy nagrody Game Developers Choice Awards na GDC. Produkcja jest wymieniona na listach najlepszych gier komputerowych i często uważana za dzieło sztuki. W 2006 roku w Europie została ponownie wydana w związku z premierą jej duchowego następcy – gry Shadow of the Colossus. W 2011 roku Ico i Shadow of the Colossus zostały wydane na konsolę PlayStation 3 w zestawie The Ico & Shadow of the Colossus Collection, w którym dostosowano je tak, aby obsługiwały grafikę w wysokiej rozdzielczości, dźwięk wielokanałowy 7.1 i obraz 3D. W Japonii te ulepszone wersje zostały wydane oddzielnie.

## Fabuła
Protagonistą gry jest Ico (jap. イコ Iko), młody chłopak, któremu na głowie wyrosła para rogów, co mieszkańcy jego wioski uważają za zły znak. Zgodnie z tradycją zostaje zabrany przez wojowników do otoczonego wodą zamku i zamknięty w krypcie w jednej z kamiennych trumien. Po odejściu wojowników następuje wstrząs, który powoduje naruszenie struktury budowli i pozwala mu na wydostanie się z sarkofagu. Krótko po tym w trakcie przeszukiwania zamku chłopiec napotyka Yordę (jap. ヨルダ Yoruda), dziewczynę więzioną w klatce, mówiącą niezrozumiałym dla niego językiem. Ico uwalnia nieznajomą, lecz zostaje ona zaatakowana przez cieniopodobne stwory (dusze innych rogatych dzieci złożonych tam w ofierze) próbujące wciągnąć ją do portalu, z którego się wyłaniają. Pomimo że potwory nie mogą go zranić i może on je tymczasowo odpędzić, nie jest w stanie ich całkowicie pokonać. Przemierzająca fortecę para dociera w końcu do jej bram i mostu prowadzącego na ląd. Gdy chcą przez niego przejść, zjawia się Królowa, władczyni zamku i matka Yordy, która mówi, że dziewczyna nie może opuścić fortecy. Brama zostaje zamknięta, a bohaterowie próbują ją ponownie otworzyć. Gdy im to się udaje, Królowa znów im przeszkadza, niszcząc część mostu. W wyniku tego Ico, mimo próby uratowania go przez Yordę, spada z mostu i traci przytomność.
Po przebudzeniu chłopiec podróżuje na wyższe rejony zamku, znajdując po drodze magiczny miecz, którym może rozpraszać cieniste potwory. Gdy znajduje przemienioną w kamień Yordę, idzie do sali tronowej, by stawić czoła Królowej. Mówi mu ona, że zatrzymuje córkę w zamku, ponieważ chce przedłużyć własne życie, tak jak wcześniej robiła to dzięki wysysaniu życia z więźniów w sarkofagach; teraz chce odnowić swoje życie poprzez opętanie ciała dziewczyny. Ico walczy z Królową, w trakcie czego łamie oba rogi. Za pomocą magicznego miecza udaje mu się zabić przeciwniczkę, lecz po jej śmierci zamek zaczyna się walić, a on sam traci przytomność. Zaklęcie Królowej zostaje zdjęte, a cienista wersja uwolnionej Yordy przenosi Ico do łodzi i wypycha ją w morze, sama pozostając w fortecy. Chłopiec budzi się na brzegu, a nieopodal znajduje leżącą w swojej ludzkiej postaci Yordę. Dziewczyna odzyskuje przytomność na chwilę przed końcem gry.

## Rozgrywka
Ico to trójwymiarowa gra platformowa obserwowana z perspektywy trzeciej osoby. Gracz, kontrolując Ico, zwiedza zamek i próbuje wraz z Yordą z niego uciec. W każdej lokacji pozycja kamery jest z góry ustalona, lecz podąża ona za bohaterami w trakcie ich ruchu; ponadto gracz może przesuwać kamerę w różnych kierunkach, aby lepiej przyjrzeć się otoczeniu. Tytuł zawiera wiele elementów gier platformowych; Ico może m.in. skakać, wspinać się, pchać i ciągnąć przedmioty oraz wykonywać inne czynności w celu rozwiązywania zagadek i dotarcia do różnych części zamku. Rozgrywkę utrudnia fakt, iż te działania potrafi wykonać tylko Ico; dziewczyna może jedynie używać drabin, skakać na krótkie odległości i wspinać się na niskie przeszkody. Kierując chłopcem, gracz musi pomagać Yordzie pokonywać przeszkody, np. wciągając ją na wyższą półkę lub odpowiednio przekształcając środowisko gry, aby sama mogła przejść przez duże przepaście. Gracz może kazać Yordzie podążać za Ico lub stać w miejscu. Może też sprawić, że chłopiec weźmie ją za rękę, dzięki czemu oboje będą się szybko przemieszczać po okolicy. Gracz nie może zrobić postępu w rozgrywce, dopóki nie doprowadzi dziewczyny do odpowiednich drzwi, gdyż tylko ona potrafi je otworzyć.
W ucieczce z fortecy przeszkadzają cieniste stwory wysyłane przez Królową. W pewnych częściach zamku lub gdy Yorda zostanie sama, stworzenia te usiłują wciągnąć ją do czarnego wiru. Ico może odpędzać przeciwników, walcząc z nimi patykiem lub mieczem, i w razie potrzeby wyciągnąć dziewczynę z wiru, jeśli nie została całkowicie pochłonięta. Choć stwory nie mogą zranić Ico, gra kończy się w momencie całkowitego wciągnięcia Yordy przez wir lub upadku chłopca z dużej wysokości, a gracz zmuszony jest do wczytania uprzednio zapisanego stanu gry. Punkty zapisu gry reprezentowane są jako kamienne ławki, na których bohaterowie siadają, aby odpocząć. W europejskim i japońskim wydaniu tytułu po pierwszym ukończeniu gry możliwe jest rozpoczęcie rozgrywki w lokalnym trybie kooperacji dla dwóch osób, w którym drugi gracz kontroluje Yordę z tymi samymi ograniczeniami, co jej sterowana przez komputer wersja.

## Produkcja

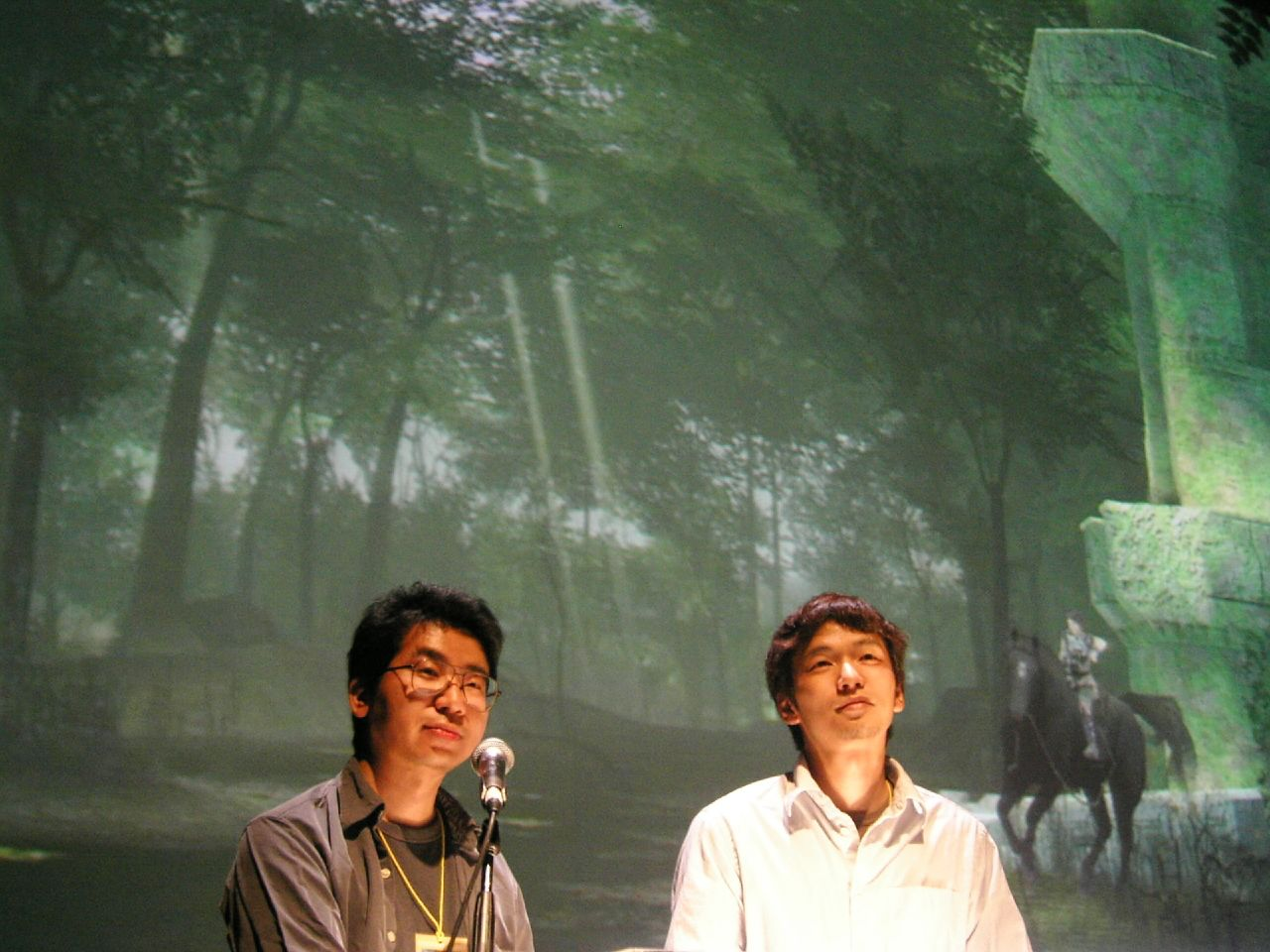
Główni projektanci Ico: Kenji Kaido i Fumito Ueda

Główny projektant Ico Fumito Ueda wymyślił koncepcję gry w 1997 roku, wyobrażając sobie produkcję opartą na historii spotkania chłopaka i dziewczyny, gdzie główni bohaterowie podczas swojej podróży trzymaliby się za ręce, budując w ten sposób między sobą więź bez porozumiewania się. Główną inspiracją Uedy była gra Érica Chahiego Another World (w Japonii znana jako Outer World), w której, aby rozgrywka przypominała film, zastosowano przerywniki filmowe oraz zrezygnowano z jakichkolwiek elementów HUD. Ponadto mimo użycia minimalnej liczby dialogów przedstawiała ona więź emocjonalną pomiędzy dwoma bohaterami. Ueda wzorował się też grami Lemmings, Flashback i Prince of Persia, głównie pod względem animacji oraz stylu rozgrywki. W celu zaprezentowania końcowego kształtu gry i lepszego przekazania swojego pomysłu Ueda z pomocą asystenta stworzył animację w programie LightWave 3D. W trwającym trzy minuty materiale przedstawiono Yordę, która posiadała rogi zamiast Ico, i latające roboty, które strzelały z broni, niszcząc zamek. Ueda stwierdził, że film ten pomógł nakreślić jego wizję i utrzymać zespół na właściwych torach podczas długiego procesu tworzenia gry; użył też tej metody w czasie prac nad kolejną produkcją studia – Shadow of the Colossus.
W celu rozwinięcia swojego pomysłu i wydania gry na PlayStation Ueda rozpoczął w 1998 roku współpracę z producentem Kenjim Kaido. Podczas projektowania estetyki Ico kierowano się trzema kluczowymi ideami: stworzeniem gry odmiennej od innych z gatunku, osiągnięciem estetycznego stylu, który byłby uważany za artystyczny oraz wykreowaniem wyobrażonego, lecz realistycznego środowiska. Osiągnięto to za pomocą „projektowania ubytkowego”; usuwano wszystkie elementy rozgrywki, które kolidowały ze światem gry. Objęło to usunięcie jakiejkolwiek formy interfejsu, skupienie rozgrywki na ucieczce z zamku i zredukowanie przeciwników do tylko jednego rodzaju. Ponadto z początkowych 115 kart z napisami do dialogów do gry trafiło ostatecznie tylko 38 z nich. Wczesny projekt przedstawiał Ico i Yordę stawiających czoło rogatym wojownikom, podobnych do tych, którzy zabrali chłopca do twierdzy. Początkowo gra miała się skupiać na pomaganiu Yordzie przez Ico w powrocie do jej komnaty w zamku po porwaniu jej przez wojowników. Według Uedy ta wersja była zbyt szczegółowa dla silnika graficznego, który stworzyli, i w celu pozbycia się zbędnych elementów wojownicy zostali zastąpieni cienistymi stworzeniami. Ponadto Ueda zaangażował w produkcję osoby niezwiązane z przemysłem gier komputerowych. Byli to dwaj programiści, czterej artyści i jeden projektant, którzy wraz z Uedą i Kaido zapoczątkowali studio znane obecnie jako Team Ico. Po namyśle Ueda zauważył, że ubytkowe projektowanie przyczyniło się do odrzucenia zbyt wielu pomysłów z gry i postanowił być mniej skrajnym przy produkcji Shadow of the Colossus.
Po dwóch latach rozwoju gry zespół natrafił na ograniczenia sprzętowe PlayStation i musiał podjąć kluczową decyzję: anulować cały projekt, zmodyfikować jego wizję i dostosować ją do możliwości konsoli lub poszukać innych rozwiązań. Studio postanowiło trzymać się zamysłu Uedy i wykorzystało ulepszone parametry PlayStation 2. Animacje postaci zostały stworzone przy pomocy klatek kluczowych, zamiast bardziej popularnej techniki motion capture. Ico jest jedną z pierwszych gier, w których użyto oświetlenia z efektem bloom oraz miękkiego światła, używanych później powszechnie w grach siódmej generacji. Bloom wykorzystano, aby uzyskać poświatę przy krawędziach jasnych obszarów, natomiast dzięki miękkiemu światłu osiągnięto jednolite oświetlenie obiektów i cienie z miękkimi, niewyraźnymi krawędziami. Stworzenie gry zajęło około cztery lata. Ueda stwierdził, że zakończenie celowo jest niejasne, aby nie wyjaśniało, czy Yorda przeżyła, czy zamierza dalej podróżować z Ico, czy może jej pojawienie się było tylko snem głównego bohatera.
Okładka użyta dla wydań na rynku japońskim i europejskim została narysowana przez samego Uedę, a inspiracją do niej były surrealistyczne prace włoskiego malarza Giorgio de Chirico, w szczególności obraz The Nostalgia of the Infinite. Według Uedy surrealistyczny świat Chirico pasował do alegorycznego świata Ico. W wydaniu północnoamerykańskim użyto innej okładki, brak w nim też dodatkowych funkcji odblokowywanych po przejściu gry. Studio nie było w stanie zawrzeć na czas w tym wydaniu okładki Uedy i dodatkowej zawartości, takiej jak tryb dla dwóch osób, z powodu zaplanowanej przez Sony daty wydania gry w Ameryce Północnej, lecz zdołało umieścić je w późniejszych wydaniach w Japonii i regionie PAL. Yasuhide Kobayashi, wiceprezes SCE Japan Studio, stwierdził później, że okładka północnoamerykańskiego wydania i brak rozpoznawalnego angielskiego tytułu doprowadziło do słabej sprzedaży gry w Stanach Zjednoczonych oraz oznajmił, że błąd ten nie zostanie powtórzony w przypadku wydania The Last Guardian. W regionie PAL było dostępne również limitowane wydanie kolekcjonerskie, które miało tekturowe opakowanie oraz cztery ozdobne karty w pudełku. W 2006 roku we wszystkich krajach regionu PAL oprócz Francji grę wydano ponownie, by umożliwić graczom, którzy nabyli wydanego w 2005 roku duchowego następcę Ico, Shadow of the Colossus, uzupełnienie swojej kolekcji.

### Dźwięk
W Ico bohaterowie porozumiewają się za pomocą dialogów prowadzonych w zmyślonym języku. Aktorami głosowymi, którzy użyczyli głosu bohaterom, są Kazuhiro Shindō jako Ico, Rieko Takahashi jako Yorda i Misa Watanabe jako Królowa. Słowa wypowiadane przez Ico i Królową są prezentowane za pomocą angielskich lub japońskich napisów, w zależności od regionu wydania, mowę Yordy przedstawiono natomiast w postaci symboli. Ueda zdecydował nie tłumaczyć słów dziewczyny, gdyż złamałoby to barierę językową pomiędzy Ico a Yordą i osłabiłoby ideę trzymania się za ręce. W nieamerykańskich wydaniach po ukończeniu gry i rozpoczęciu nowej rozgrywki symbole te zostają zastąpione odpowiednimi napisami.

### Ścieżka dźwiękowa
Oprawa dźwiękowa Ico zawiera niewielką ilość muzyki i efektów dźwiękowych. Ścieżka dźwiękowa produkcji, skomponowana przez Michiru Ōshimę i Kōichiego Yamazaki, została wydana w Japonii 20 lutego 2002 roku przez Sony Music Entertainment pod nazwą Ico: Kiri no Naka no Senritsu (jap. ICO～霧の中の旋律～ Iko Kiri no Naka no Senritsu; ang. Ico: Melody in the Mist). Album był dystrybuowany przez Sony Music Entertainment Visual Works. Ostatni utwór na płycie, „ICO -You Were There-”, zawiera wokal wykonany przez byłego członka zespołu Libera, Stevena Geraghty'ego.
| ICO: Melody in the Mist | ICO: Melody in the Mist | ICO: Melody in the Mist | ICO: Melody in the Mist |
| Nr                      | Tytuł utworu            | Autor                   | Długość                 |
| ----------------------- | ----------------------- | ----------------------- | ----------------------- |
| 1.                      | „Prologue”              | Kōichi Yamazaki         | 0:36                    |
| 2.                      | „Coffin”                | Kōichi Yamazaki         | 1:33                    |
| 3.                      | „Impression”            | Michiru Ōshima          | 0:31                    |
| 4.                      | „Castle in the Mist”    | Michiru Ōshima          | 3:05                    |
| 5.                      | „Beginning”             | Michiru Ōshima          | 1:26                    |
| 6.                      | „Who Are You?”          | Michiru Ōshima          | 0:58                    |
| 7.                      | „Darkness”              | Kōichi Yamazaki         | 1:16                    |
| 8.                      | „Heal”                  | Kōichi Yamazaki         | 1:39                    |
| 9.                      | „The Gate”              | Kōichi Yamazaki         | 0:38                    |
| 10.                     | „Queen”                 | Michiru Ōshima          | 1:43                    |
| 11.                     | „Continue”              | Kōichi Yamazaki         | 1:28                    |
| 12.                     | „Déjà Vu”               | Kōichi Yamazaki         | 0:52                    |
| 13.                     | „Shadow”                | Michiru Ōshima          | 1:33                    |
| 14.                     | „Entity”                | Michiru Ōshima          | 2:10                    |
| 15.                     | „Collapse”              | Michiru Ōshima          | 1:41                    |
| 16.                     | „ICO -You Were There-”  | Michiru Ōshima          | 4:26                    |
|                         |                         |                         | 25:35                   |

## Odbiór
Gra otrzymała bardzo dobre recenzje, osiągając w agregatorze Metacritic średnią ocen wynoszącą 90/100 i 90,29% w GameRankings, a także stała się kultową produkcją wśród graczy. Japoński magazyn „Famitsu” wystawił wersji gry na PlayStation 2 ocenę 30/40. Tytuł jest uważany za jedną z najlepszych gier wszech czasów; magazyn „Edge” w rankingu 100 najlepszych gier opublikowanym w 2007 roku przyznał Ico 13. miejsce, serwis IGN umieścił ją na 18. pozycji w 2005 i na 57. w 2007, a „Emprie” w 2009 na 46. Ico jest wymieniana jako przykład gry komputerowej będącej dziełem sztuki. Ueda skomentował, że ze względu na negatywny wizerunek, jaki zyskały gry wideo w tym czasie, celowo chciał zdystansować Ico względem konwencjonalnych produkcji i przyciągnąć więcej osób do tytułu.
Niektórzy recenzenci porównali Ico do starszych, prostszych przygodowych gier akcji, takich jak  Prince of Persia czy Tomb Raider, które skupiały się na dostarczeniu graczowi emocjonalnych przeżyć; David Smith z IGN stwierdził, że choć gra jest prosta, jako doświadczenie jest niemal niemożliwa do opisania. Także oprawa audiowizualna gry przyczyniła się do pozytywnych opinii krytyków; Smith napisał, że jej wygląd, dźwięki i oryginalne zagadki tworzą produkcję całkowicie odmienną od innych gier na rynku i przez to wspaniałą. Wielu recenzentów było pod wrażeniem przestronności i szczegółowości środowiska gry, animacji postaci głównych bohaterów, pomimo ich niskiej liczby wielokątów, a także użycia efektów oświetlenia. Atmosfera Ico wykreowana przez skromną oprawę muzyczną i niewielką liczbą dialogów między postaciami zostały uznane za kolejne mocne punkty tytułu. Charles Herold z „The New York Times” podsumował swoją recenzję stwierdzeniem, że Ico nie jest świetną grą, lecz jest grą świetnych momentów. Herold skomentował później, że Ico łamie schematy gier, w których występują towarzysze postaci gracza. W większości produkcji ci towarzysze są nieśmiertelni, a gracz na ogół się nie przejmuje ich losem, natomiast w Ico stworzono poczucie ufności i dziecięcej wrażliwości Yordy, dzięki czemu ta postać staje się centralnym elementem gry.
Grę cechuje prosty system walki, który według Miguela Lopeza z GameSpotu zawodzi osoby poszukujące technicznej głębi. Projekty zagadek były chwalone za dostarczanie graczom satysfakcjonujących wyzwań; Kristen Reed z Eurogamera napisał, że Ico przechodzi się z przyjemnością, spokojnie i kierując się logiką, a gra sprawia wrażenie, że nigdy nie mówi wprost, co robić, mimo że robi to cały czas. Ico jest uważana za dość krótką grę, której przejście zajmuje od siedmiu do dziesięciu godzin, a według serwisu Game Revolution podczas ponownej rozgrywki nie dostarcza żadnych nowych wyzwań. Matthew Keil z portalu G4TV stwierdził, że gra przyciąga tak mocno, że wiele osób przejdzie ją podczas jednej lub dwóch sesji. Uznano też, że brak dodatkowej zawartości odblokowanej po przejściu gry w wydaniu amerykańskim zniechęca do ponownego przejścia tytułu. Magazyn „Electronic Gaming Monthly” stwierdził, że Yorda byłaby prawdopodobnie najgorszym towarzyszem w grach, gdyż jest nieprzydatna i bezradna, gdyby nie fakt, że w trakcie rozgrywki gracz buduje z nią więź, przez co zakończenie gry jest jeszcze bardziej rozdzierające.
Pomimo pozytywnego odbioru produkcja nie osiągnęła sukcesu komercyjnego. Do 2009 roku na całym świecie sprzedano 700 tys. kopii Ico, z czego 270 tys. w Stanach Zjednoczonych i prawie całą resztę w regionie PAL. Ueda uznał, że jego sposób projektowania mógł zaszkodzić kampanii promocyjnej gry, gdyż w czasie, gdy ją wydano, marketing gier opierał się głównie na zrzutach ekranu, a brak jakiegokolwiek wyświetlacza HUD mógł sprawić, że produkcja wyglądała nieatrakcyjnie dla potencjalnych nabywców.

### Nagrody
Prasa z branży gier wideo przyznała Ico sporo wyróżnień, a wiele publikacji uznało ją za jedną z gier roku, mimo rywalizacji z tytułami takimi jak Halo, Metal Gear Solid 2: Sons of Liberty i Grand Theft Auto III. W 2002 roku na Game Developers Conference zdobyła trzy nagrody Game Developers Choice Awards, w tym „Excellence in Level Design” (za projekty poziomów), „Excellence in Visual Arts” (za oprawę graficzną) i „Game Innovation Spotlight” (za innowację). Otrzymała też dwie nagrody Interactive Achievement Awards od Akademii Sztuk i Nauk Interaktywnych za „Art Direction” (kierownictwo artystyczne) i „Character or Story Development” (rozwój historii lub postaci) oraz była nominowana do nagród „Game of the Year” (gra roku), „Game Design” (projekt gry), „Level Design” (projekt poziomów) i „Sound Design” (projekt dźwięku).

## Wpływ
W 2004 roku w Japonii wydano książkową adaptację gry zatytułowaną Ico: Kiri no Shiro (jap. ICO-霧の城- Iko: Kiri no Shiro). Autorka Miyuki Miyabe napisała tę powieść z powodu uznania, jakim obdarzyła produkcję. Jej koreańskie tłumaczenie, wydane przez Hwangmae Publishers i zatytułowane 이코 – 안개의 성 (I-ko: An-gae-eui Seong), ukazało się w 2005 roku, a angielskie, opublikowane przez Viz Media i nazwane ICO: Castle in the Mist, w sierpniu 2011 roku. W czerwcu 2009 roku do gry LittleBigPlanet wydano zawartość do pobrania o nazwie Team ICO Pack zawierającą kostiumy (m.in. Ico i Yordy), naklejki i efekty dźwiękowe z gier Ico i Shadow of the Colossus. W razie sukcesu filmowej adaptacji Shadow of the Colossus, planowanej przez wytwórnię Misher Films we współpracy z Sony i Fumito Uedą, powstać może także ekranizacja Ico.
Niektórzy projektanci gier, tacy jak Eiji Aonuma, Hideo Kojima i Jordan Mechner, wymienili Ico jako inspirację stylu wizualnego swoich produkcji, którymi są odpowiednio The Legend of Zelda: Twilight Princess, Metal Gear Solid 3: Snake Eater i Prince of Persia: Piaski czasu. Marc Laidlaw, pisarz i scenarzysta serii Half-Life, stwierdził, że wśród kilku innych zapadających w pamięć momentów z gier komputerowych, chwila, w której Yorda próbuje uratować Ico przed upadkiem z uszkodzonego mostu, jest nie tylko znaczącym wydarzeniem dla tej produkcji, ale także dla sztuki projektowania gier. Główny twórca gry Papo & Yo Vander Caballero uznał Ico za inspirację dla sposobu rozgrywki w swojej produkcji. Gra wpłynęła na dzieła studia Naughty Dog. W trakcie produkcji Uncharted 3: Oszustwo Drake’a Evan Wells stwierdził, że studio chce stworzyć grę podobną do Ico, natomiast projektant Ricky Cambie ujawnił, że pomogła ona w tworzeniu głębokich więzi i relacji pomiędzy bohaterami The Last of Us. Phil Fish kierował się ideą ubytkowego projektowania w trakcie rozwoju gry Fez. Twórcy gier Brothers: A Tale of Two Sons oraz Rime również przyznali, że Ico miała na nich duży wpływ.
Reżyser filmowy  Guillermo del Toro nazwał Ico i Shadow of the Colossus arcydziełami i stwierdził, że wpłynęły one na jego reżyserską twórczość. Jonny Greenwood z Radiohead stwierdził, że spośród dziesięciu jego ulubionych gier Ico może być tą najlepszą.

### Inne gry Team Ico
Wydana na PlayStation 2 w październiku 2005 roku w Japonii i Stanach Zjednoczonych gra Shadow of the Colossus (jap. ワンダと巨像 Wanda to Kyozō; ang. Wander and the Colossus) została stworzona przez ten sam zespół, co Ico. Produkcja ta cechuje się podobnym stylem graficznym, rozgrywką i sposobem opowiadania historii. Przed ujawnieniem oficjalnego tytułu określano ją jako „Nico” (jap. ni – dwa). Ueda, zapytany o powiązanie tych dwóch gier, oznajmił, że Shadow of the Colossus jest prequelem Ico, i wskazał na zakończenie Shadow of the Colossus, w którym rodzi się dziecko z dwoma rogami.
Obecnie od co najmniej 2008 roku Team Ico pracuje nad zapowiedzianą na PlayStation 3 grą, której tytuł roboczy brzmiał „Project Trico”. Na targach E3 w 2009 roku ujawniono jej ostateczny tytuł – The Last Guardian. W zwiastunie opublikowanym w maju 2009 roku przedstawiono chłopca podróżującego z dużym, podobnym do gryfa stworzeniem, który będzie jego towarzyszem. Nie ujawniono jednak w jaki sposób i czy w ogóle tytuł będzie związany z Ico i Shadow of the Colossus. Ueda stwierdził, że esencja tej gry jest raczej podobna do Ico.
W trzecim kwartale 2011 roku na PlayStation 3 wydano remaki Ico i Shadow of the Colossus w wysokiej rozdzielczości. Oprócz ulepszonej oprawy audiowizualnej gry zostały zaktualizowane, by obsługiwały stereoskopowy obraz 3D i trofea. Port Ico został oparty na wydaniu europejskim i zawierał m.in. przetłumaczone wypowiedzi Yordy i tryb dla dwóch graczy. W Stanach Zjednoczonych i Europie te gry wydano jako pojedyncze wydanie kolekcjonerskie, natomiast w Japonii oba tytuły wydano osobno. Od tego czasu gry te wydano również osobno w sklepie PlayStation Network. W łacie 1.01 dla cyfrowego wydania HD Ico dodano funkcję Remote Play, która pozwoliła na sterowanie grą za pomocą konsoli PlayStation Vita.